# Халмухамедов, Алимджан Рахимович
Алимджа́н Рахи́мович Халмухаме́дов (узб. Olimjon Rahimovich Xolmuhamedov; 1957 год, Ташкент, Узбекская ССР, СССР) — деятель высшего образования Узбекистана, ректор Самаркандского государственного университета с апреля 2015 года по сентябрь 2016 года, математик, доктор физико-математических наук с 1998 года, профессор.

## Биография
Алимджан Халмухамедов родился в 1957 году в Ташкенте. В 1980 году окончил Московский государственный университет. Окончил аспирантуру факультета ВМК МГУ, в 1984 году защитил кандидатскую диссертацию в МГУ. С 1985 года работал в Ташкентском государственном университете (ныне называется Национальным университетом Узбекистана). Основные темы научной работы Халмухамедова — спектральная теория дифференциальных операторов. Автор ряда книг, научных статей и докладов.